# Синтаксический параллелизм
В грамматике параллелизм, также известный как параллельные структуры или параллельные конструкции, — это баланс в пределах одного или более предложений фраз или предложений, имеющих одинаковую грамматическую структуру. Применение параллелизма улучшает стиль написания, читабельность, а также процесс создания предложений.
Параллелизм достигается с помощью антитезы, анафоры, бессоюзия, климакса, эпифоры и симплоки.

## Примеры
Следующие примеры демонстрируют особенности этого явления:
| Нет параллелизма                                                   | Параллелизм                                                                    |
| ------------------------------------------------------------------ | ------------------------------------------------------------------------------ |
| Она любит готовить, бегать и чтение.                               | Она любит готовить, бегать и читать.                                           |
| Он любит бейсбол и бегать.                                         | Он любит играть в бейсбол и бегать. Он любит бейсбол и бег.                    |
| Собака побежала через двор, перепрыгнула через забор и припустила. | Собака побежала через двор, перепрыгнула через забор и перебежала через улицу. |

## В риторике
Параллелизм часто используется как риторический прием. Примеры:
- «Врождённый порок капитализма — это неравное распределение благ; врождённая добродетель социализма — равное распределение страданий». Уинстон Черчилль
- «Пусть каждый народ знает, желает ли он нам добра или зла, что мы заплатим любую цену, понесём любое бремя, встретим любые трудности, поддержим любого друга, выступим против любого противника , чтобы гарантировать выживание и победу свободы». Джон Ф. Кеннеди[3]
- «…и что власть народа, волей народа и для народа не исчезнет с лица земли». Авраам Линкольн, Геттисбергская речь
- «Мы обращались, и наши ходатайства были проигнорированы. Мы молили, и наши мольбы были проигнорированы. Мы просили, и они насмехались, когда наши беды пришли. Мы больше не просим. Мы больше не молим. Мы больше не ходатайствуем. Мы победим их». Уильям Дженнингс Брайан